# Marcelo Saraiva
Marcelo Andrés Saraiva Valencia (Guatemala, 17 de mayo de 2002) es un futbolista guatemalteco con nacionalidad portuguesa y brasileña que juega como mediocampista en Antigua GFC, es hijo del exfutbolista brasileño Marcelo Saraiva quien jugó para varios equipos en la Liga Nacional de Fútbol de Guatemala y de Lourdes Valencia, hermana del también exfutbolista guatemalteco Everaldo Valencia.

## Trayectoria

### Nottingham Forest Football Club
Saraiva se unió al equipo sub-23 del Nottingham Forest Football Club el 7 de enero de 2021, firmando un contrato hasta junio de 2022. Saraiva había jugado anteriormente con los equipos brasileños Flamengo e Inter de Porto Alegre, pero dejó este último club en septiembre de 2020 para buscar oportunidades en Europa tras una solicitud exitosa del pasaporte portugués.

## Selección nacional
Saraiva ha representado a Guatemala en la categoría sub-17 en 2019, antes de jugar con la selección absoluta contra Puerto Rico en la Liga de Naciones Concacaf el día 17 de noviembre del mismo año.